# 음력 9월 29일
음력 9월 29일은 음력 9월의 29번째 날이다.

## 문화
- 1986년 - 전라남도 광주시 일원이 광주직할시로 승격.
- 2005년 - 경기도 용인시 3구(수지구·기흥구·처인구) 분구.
- 2007년 - 무안국제공항 개항.

## 탄생
- 1927년 - 대한민국의 기업인 박태준.
- 1977년 - 대한민국의 배우 원빈.

## 기념일, 연중행사
- 1926년부터 1932년(1931년이라고 주장하는 사람도 있음)까지 음력 9월 29일은 가갸날 또는 한글날이었다.

## 같이 보기
- 음력 360일: 1월 2월 3월 4월 5월 6월 7월 8월 9월 10월 11월 12월
- 전날:9월 28일 다음날:9월 30일 - 전달:8월 29일 다음달:10월 29일
- 양력:9월 29일
- 음력, 윤달